# Учкаптал
Учкаптал (кирг. Үч-Каптал) — село в Узгенском районе Ошской области Кыргызстана. Входит в состав Джалпак-Ташского аильного округа. Код СОАТЕ — 41706  255 813 07 0

## Население
По данным переписи 2023 года, в селе проживало 1 593 человек.